# Žichlínek (przystanek kolejowy)
Žichlínek – przystanek kolejowy w miejscowości Žichlínek, w kraju pardubickim, w Czechach Znajduje się na wysokości 345 m n.p.m.
Na przystanku nie ma możliwości zakupu biletów, a obsługa podróżnych odbywa się w pociągu.

## Linie kolejowe
- 270 Česká Třebová - Přerov - Bohumín